# Серген
Серген или Саракиня (на турски: Sergen) е село в Източна Тракия, Турция, околия Виза, вилает Лозенград (Къркларели).

## География
Серген е разположено в южните склонове на планината Странджа на 13 километра северно от околийския център град Виза (Визе).

## История
В 19 век Серген е смесено българо-гръцко-турско село във Визенска каза на Османската империя. Според „Етнография на вилаетите Адрианопол, Монастир и Салоника“, издадена в Константинопол в 1878 година и отразяваща статистиката на населението от 1873 Серген (Sergen) е село със 150 домакинства и 400 жители българи и 340 гърци. Всички българи в Серген са под върховенството на Цариградската патриаршия., едно от шестте, обитавани от българи села във Визенско.
На 14 юни 1909 година гръцки терорист убива в Серген българина Русен Кехая, който е отстъпил сграда за българското училище в селото.
Според статистиката на професор Любомир Милетич в 1912 година в селото живеят 93 патриаршистки български семейства или 411 души българи и 200 семейства гърци.
В 1913 година след Междусъюзническата война жителите му се изселват в България и Гърция.

## Личности
Родени в Серген
- Иван Тодоров, деец на ВМОРО, четник на Константин Калканджиев[6]

Починали в Серген
- Йосиф Николов (? – 1912), български революционер